# Westindische Zedrele
Die Westindische Zedrele (Cedrela odorata), auch Westindische Zeder, Spanische Zeder oder nach ihrem verkürzten spanischen Namen Cedro genannt, ist eine Pflanzenart aus der Gattung Cedrela innerhalb der Familie der Mahagonigewächse (Meliaceae).
Die Bezeichnung „Zeder“ ist allerdings verwirrend, denn Zedrelen sind Laubbäume und Zedern Nadelbäume.

## Beschreibung

Gefiederte Laubblätter bei jungen Pflanzen

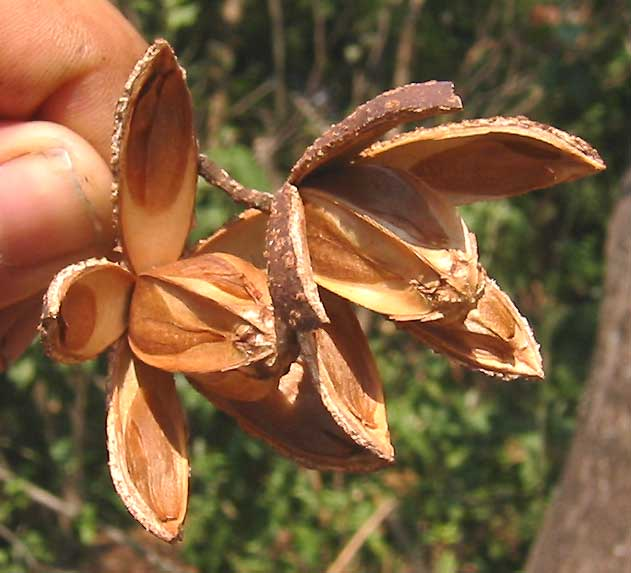
Offene Früchte

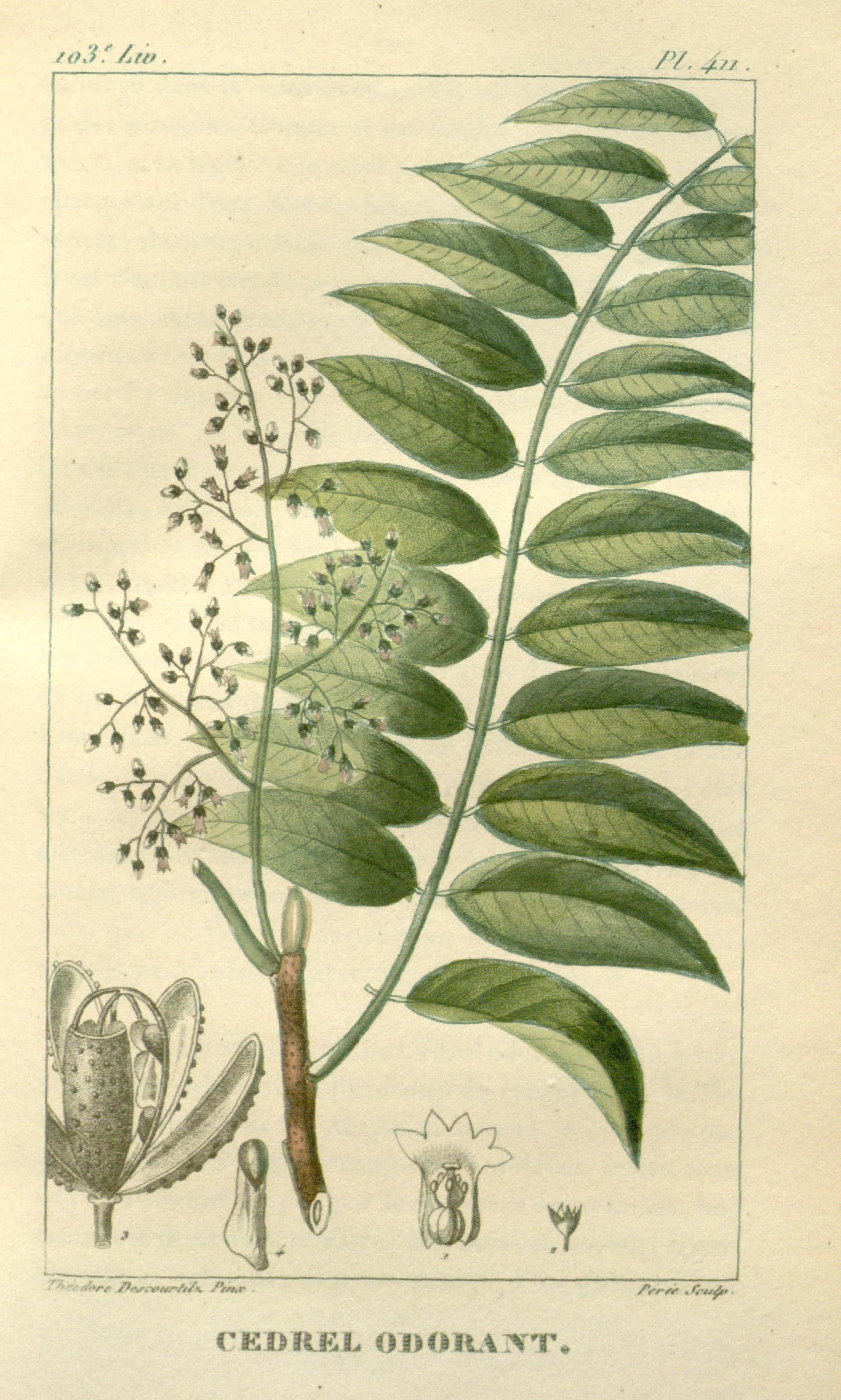
Illustration aus Flore médicale des Antilles, ou, Traité des plantes usuelles

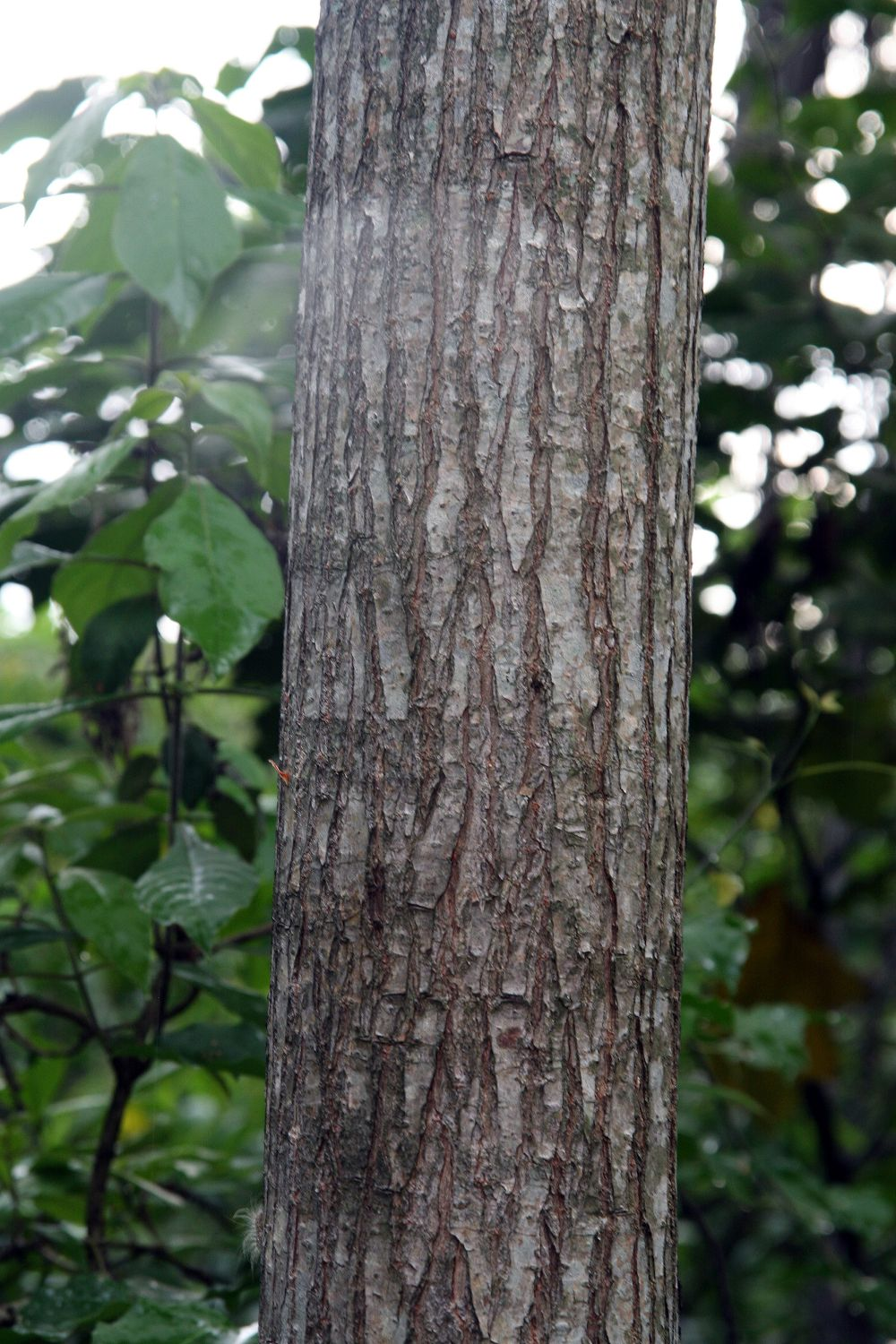
Stamm und Borke

### Vegetative Merkmale
Cedrela odorata wächst als laubabwerfender Baum und erreicht Wuchshöhen von über 40 Metern und Stammdurchmesser von bis zu 3 Metern. Es werden nur kleine Brettwurzeln oder Riffelungen gebildet. Die gräuliche bis bräunliche Borke ist im Alter rau und furchig. Die Zweige besitzen eine kahle Rinde mit spärlich verteilten Lentizellen.
Die wechselständig und spiralig an den Zweigen angeordneten Laubblätter sind in Blattstiel und -spreite gegliedert. Sie riechen nach Knoblauch. Die Blattspreite ist mindestens 30 Zentimeter lang und paarig gefiedert. Die mehr oder weniger gegenständig an der Blattrhachis angeordneten bis über 30 Blättchen besitzen einen 1 bis 2 Zentimeter langen Stiel. Die meist kahle Blättchenspreite ist bei einer Länge von bis etwa 15 Zentimetern und einer Breite von bis zu 6 Zentimetern eiförmig bis elliptisch, mit ganzem Rand, sowie gerundeter bis spitzer, teils leicht herzförmiger, öfters schräger oder ungleicher Basis und bespitzem bis zugespitztem oder geschwänztem oberen Ende. Sie ist dünnledrig, auf beiden Seiten kahl und besitzt zehn bis zwölf Seitennerven auf jeder Seite des Mittelnervs. An der Rhachis junger Blätter sind extraflorale Nektarien vorhanden.

### Generative Merkmale
Cedrela odorata ist einhäusig getrenntgeschlechtig (monözisch). Die kahlen, reich verzweigten und langen rispigen, thyrsigen Blütenstände sind endständig nur schwach behaart.
Es ist nur ein kurzer Blütenstiel vorhanden. Die relativ kleinen, duftenden und funktionell eingeschlechtigen Blüten sind fünfzählig mit doppelter Blütenhülle. Die fünf kleinen Kelchblätter sind verwachsen und spärlich flaumig behaart mit fünf kurzen, ungleichen Zähnen. Der becherförmige Kelch besitzt einseitig einen Schlitz. Die fünf freien, dachziegelig angeordneten, aufrechten, weißen Kronblätter sind bei einer Länge von etwa 8 Millimeter röhrig zusammenstehend mit kurzen ausgebogenen Zipfeln. Sie sind auf beiden Seiten flaumig behaart und innen, unten gekielt und mit dem Kiel dem Fruchtknoten anliegend, anhaftend. Staubblätter und Fruchtknoten sind in einem kurzen Androgynophor verwachsen. Wobei die kahlen Staubfäden unten am Stiel des Androgynophors angeheftet sind und unten jeweils Nektarien besitzen. Die fünf Staubblätter sind knapp kürzer als die Kronröhre. Der oberständige, fünfkammerige Fruchtknoten ist kahl und länglich. In jeder Fruchtknotenkammer befinden sich etwa zwölf Samenanlagen. Der relativ kurze, dickliche, knapp vorstehende Griffel ist kahl und endet mit breiter, kopfiger und schwach gelappter Narbe. Die weiblichen Blüten besitzen Staminodien mit Antheroden und die männlichen Blüten einen leicht reduzierten Pistillode.
Die kahle und holzige Kapselfrucht ist bei einer Länge von 3 bis 5 Zentimetern länglich bis ellipsoid oder verkehrt-eiförmige und ist mit hellen Lentizellen gesprenkelt. Die Kapselfrucht öffnet sich scheidewandspaltig = septizid mit fünf Fruchtklappen vom oberen Ende her krallenförmig und enthält viele Samen. Die, mit Flügel, bis zu 3 Zentimeter langen, braunen und abgeflachten Samen sind einseitig geflügelt.
Die Chromosomenzahl beträgt 2n = 56.

## Systematik
Die Erstveröffentlichung von Cedrela odorata erfolgte 1759  durch Carl von Linné in Systema Naturae, 10. Auflage, 2, S. 940. Als Lectotypus wurde 1960 P. Browne: Civil & Nat. Hist. Jamaica, 1756, Tafel 10, Figur 1 durch C. E. Smith in Fieldiana, Bot., 29(5), S. 314 festgelegt.
Synonyme für Cedrela odorata L. sind: Cedrela adenophylla Mart., Cedrela brachystachya (C.DC.) C.DC., Cedrela brownii Loefl. ex Kuntze, Cedrela caldasana C.DC., Cedrela ciliolata S.F.Blake, Cedrela cubensis Bisse, Cedrela dugesii S.Watson, Cedrela glaziovii C.DC., Cedrela guianensis A.Juss., Cedrela hassleri (C.DC.) C.DC., Cedrela huberi Ducke, Cedrela imparipinnata C.DC., Cedrela longipes S.F.Blake, Cedrela longipetiolulata Harms, Cedrela mexicana M.Roem., Cedrela mexicana var. puberula C. DC., Cedrela mourae C.DC., Cedrela occidentalis C.DC. & Rose, Cedrela odorata var. xerogeiton Rizzini & Heringer, Cedrela palustris Handro, Cedrela paraguariensis Mart., Cedrela paraguariensis var. brachystachya C.DC., Cedrela paraguariensis var. hassleri C.DC., Cedrela paraguariensis var. multijuga C.DC., Cedrela rotunda S.F.Blake, Cedrela sintenisii C.DC., Cedrela velloziana M.Roem., Cedrela whitfordii S.F.Blake, Cedrela yucatana S.F.Blake, Surenus brownii Kuntze, Surenus glaziovii (C.DC.) Kuntze, Surenus guianensis (A.Juss.) Kuntze, Surenus mexicana (M.Roem.) Kuntze, Surenus velloziana (M.Roem.) Kuntze.

## Verbreitung
Cedrela odorata wächst von Mexiko über Zentralamerika und Karibische Inseln bis ins tropische Südamerika. Sie wurde im Pazifik auf Hawaii und den Galapagosinseln, im Indischen Ozean auf Madagaskar sowie in den afrikanischen Staaten Südafrika, Tansania, Ghana, Sierra Leone, Nigeria und Elfenbeinküste eingeführt.

## Gefährdung und Schutz
Die Westindische Zedrele wird aufgrund der anhaltenden Ausbeutung von der Weltnaturschutzunion IUCN in der Roten Liste gefährdeter Arten als gefährdet („Vulnerable“) geführt.
Cedrela odorata war bis zum August 2020 auf Anhang III des Washingtoner Artenschutz-Übereinkommens (CITES) mit ihren Beständen in Kolumbien, Guatemala und Peru aufgeführt. Der Handel mit Stämmen, gesägtem Holz und Furnierblättern von dieser Art bedarfte einer Ausfuhrgenehmigung aus dem entsprechenden Land. Seit dem September 2020 sind alle Populationen der Neotropis der gesamten Gattung Cedrela auf Anhang II von CITES gelistet. Zusätzlich zu Stämmen, gesägtem Holz und Furnieren wird nun auch der Handel mit Sperrholz reglementiert. Für eine Ausfuhr muss für wilde Bestände eine Nachhaltigkeitsprüfung durchgeführt werden, bevor eine Ausfuhrgenehmigung ausgestellt werden kann.

## Nutzung
Das mittelschwere und mäßig beständige Holz der Westindischen Zedrele wird aufgrund der guten Bearbeitbarkeit gerne als Ersatz für Mahagoni genutzt. Außerdem ist das Holz ein beinahe unverzichtbares Baumaterial für Konzertgitarrenhälse sowie Zigarren-Humidore. Der dezente Geruch des Holzes harmoniert in angenehmer Weise mit der Zigarre und hält gleichzeitig Schädlinge von ihr fern. Aus dem Holz wird auch ätherisches Öl gewonnen, welches als westindisches Zedernöl bezeichnet wird.